# Scott 2
Az 1968-as Scott 2 Scott Walker második nagylemeze. A dalok a debütáló album mintáját követik: feldolgozások, Jacques Brel-feldolgozások, filmdalok és saját szerzemények. A Brit albumlistán 1968 májusában az első helyre jutott, és egy hétig ott is maradta (a listán 18 hétig szerepelt). Az albumot megelőző Jackie kislemez dalszövege nagy visszhangot váltott ki, a BBC letiltotta, és sem a TV-ben, sem a rádiókban nem játszották. A dal a 22. helyig jutott a listákon. Szerepel az 1001 lemez, amit hallanod kell, mielőtt meghalsz című könyvben.

## Az album dalai
| 1. | Jackie                     | Jacques Brel, Gérard Jouannest, Mort Shuman | 3:23 |
| 2. | Best of Both Worlds        | Mark London, Don Black                      | 3:14 |
| 3. | Black Sheep Boy            | Tim Hardin                                  | 2:39 |
| 4. | The Amorous Humphrey Plugg | Noel Scott Engel                            | 4:31 |
| 5. | Next                       | Brel, Shuman                                | 2:50 |
| 6. | The Girls from the Streets | Engel                                       | 4:11 |

| 1. | Plastic Palace People  | Engel                                    | 6:06 |
| 2. | Wait Until Dark        | Henry Mancini, Jay Livingston, Ray Evans | 2:59 |
| 3. | The Girls and the Dogs | Brel, Jouannest, Shuman                  | 3:10 |
| 4. | Windows of the World   | Hal David, Burt Bacharach                | 4:25 |
| 5. | The Bridge             | Engel                                    | 2:50 |
| 6. | Come Next Spring       | Lenny Adelson                            | 3:24 |

## Kiadások
| Ország             | Dátum             | Kiadó             | Formátum | Katalógusszám |
| ------------------ | ----------------- | ----------------- | -------- | ------------- |
| Németország        | 1968              | Philips           | LP       | 844 210 BY    |
| Egyesült Királyság | 1968. március     | Philips           | LP       | 7840          |
| Egyesült Államok   | 1968. július      | Smash             | LP       | 7106          |
| UK                 | 1992. április 27. | Fontana           | CD       | 510 880-2     |
| UK                 | 2000. június 5.   | Fontana           | HDCD     | 510 880-2     |
| US                 | 2008. február 15. | 4 Men With Beards | LP       | 4M150         |

## Közreműködők
- Wally Stott – hangszerelés és karmester (1., 2., 12. dal)
- Reg Guest – hangszerelés és karmester (3., 4., 9. dal)
- Peter Knight – hangszerelés és karmester (6., 4. dal)